# Законы о времени работы магазинов
Закон о времени работы магазинов — нормативный акт в ряде стран, согласно которому магазины должны закрываться к определённому времени дня. Наиболее характерен для Германии (нем. Ladenschlussgesetz).

## Германия

### История
В XIX веке немецкие магазины могли работать ежедневно, открываясь не ранее 5 часов и закрываясь не позднее 23 часов. Но в 1879 году в Штральзунде открылся первый немецкий универсальный магазин, за которым последовало создание многих новых универмагов и переделка старых лавок под новый формат. Это привело к коренному изменению структуры управления персоналом: в 1891 году постановили торговать по воскресеньям не дольше, чем 5 часов. Наконец, 1 октября 1900 года в Германской империи вступил в силу первый закон о времени работы магазинов. Торговые заведения получили право торговать лишь в рабочие дни с 5 до 21 часов, исключение было сделано для продуктовых лавок, киосков, пекарен и магазинов евреев (в субботы); в мелких городах и местечках коммерсанты держали свои заведения открытыми до 20 часов. Новое распоряжение 1919 года сокращало рабочее время до 7-19 часов и вводило обязательный выходной день (воскресенье). Подобная достаточно жёсткая политика проводилась и во времена нацистской Германии.
28 ноября 1956 года в ФРГ был принят закон в современном его понимании, нем. „Gesetz über den Ladenschluss“, вступивший в силу с 1957. Магазины получили право торговать лишь с 7 до 18:30 ч. в будни и до 14 ч. по субботам. Жалоба о неконституционности этого закона была отклонена 29 ноября 1961 года.
C 17 июля 1957 года появилась возможность посещать магазины до 18 часов в первую субботу каждого месяца, нем. „Langer Samstag“ (длинная суббота).
В 1960 году было разрешено 4 субботы в году торговать до 18 часов. После этого закон оставался неизменным на протяжении почти 30 лет, до того, как в октябре 1989 года был введён «длинный четверг» (нем. „Langer Donnerstag“) в качестве «продлённого рабочего дня» (нем. „Dienstleistungsabend“ — вечер услуг).
1 ноября 1996 года ограничения вновь были ослаблены; будни 6—20, субботы до 16 часов.
13 марта 2003 года немецкий бундестаг постановил продлить рабочее время ещё на 4 часа.
Особые указания имелись для заведений на вокзалах, в аэропортах и в определённых отпускных регионах. На рынках, выставках и похожих мероприятиях в год были возможны 4 открытых для продажи воскресенья и/или праздника. Время продажи не могло превосходить 5 часов, должно было быть закончено к 18 часам и не пересекаться с временами основных богослужений.
30 июня 2006 года бундестаг утвердил федеральную реформу, в соответствии с которой законодательство о времени работы магазинов переходило в компетенцию земель. Сегодня некоторые земли совсем избавились от этого закона, другие подвергли его заметным изменениям (к примеру, распространена формула «6х24»: минимум один выходной в неделю при круглосуточном режиме работы в будни).

### Принятие новых нормативов
Поздние часы работы помогают, например, в регионах с высокой долей работников с гибкими рабочими графиками. В этом отношении развитие законодательства в Германии учитывает опыты «либерализаций» в других европейских странах за последние несколько лет (таких, как Великобритания и Норвегия; см. ниже). В то время как количество открытых для продажи воскресений осталось почти неизменным, ночные часы работы в сочетании с их растущей популярностью только приветствуются потребителями.
В целом, продлённое время работы магазинов позволяет предприятиям самостоятельно определять наиболее целесообразный для них график. Противниками дальнейшей либерализации являются профсоюзы и (касательно воскресенья) церкви.

## Законодательство в других немецкоговорящих странах

### Австрия
Законодательство Австрии в этой области регулируется действующей от 1 января 2008 года «Новеллой к закону о времени работы (2003)».
Обычно магазины могут работать 6—20 по будням, 6—18 по субботам (хлебопекарни имеют право открываться на полчаса раньше). Общее время работы не должно превышать 72 часа в неделю. При определённых условиях, главы земель могут вносить небольшие изменения в эти правила.

### Швейцария
В Швейцарии каждый кантон определяет время работы заведений. Здесь существуют довольно-таки необычные модели, наиболее распространённая — с понедельника по пятницу до 18:30 и по субботам до 16:00 или 17:00. Часто, один день в неделю продлевается до 20 или 21 часа, в больших городах это обычно четверг, в меньших — пятница.
Торговля по воскресеньям разрешена лишь на наиболее крупных вокзалах и станциях, на АЗС — в зависимости от кантона — лишь 4 воскресенья в году.

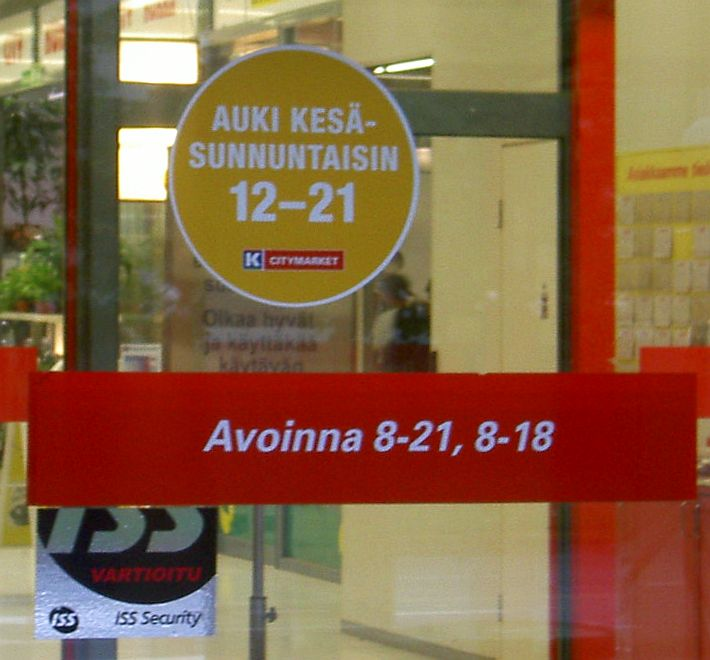
Режим работы супермаркета в Финляндии: будни 8-21, суббота 8-18, в летнее время по воскресеньям 12-21

## Законы о времени работы магазинов в различных странах
Законы, аналогичные немецкому, были приняты во многих европейских странах, но в последние годы они стали куда либеральнее.
В Дании, согласно закону, торговые заведения могут работать без ограничений с 6 утра понедельника до 17 часов субботы. В других случаях применяется сложная система ограничений и может потребоваться разрешение властей. Порой это доставляет покупателям определённые неудобства, но зато даёт возможность распределить покупки по всей неделе.
Для магазинов с годовым оборотом менее 3,44 млн евро, в том числе киосков на вокзалах (которых в Дании немало), ограничения по праздничным и воскресным дням не действуют.
В Финляндии, согласно закону, разрешённое время работы магазинов — с 7 до 21 часов в будни и между 7 и 18 часов по субботам. Торговые учреждения площадью до 400 м² не ограничены в воскресной торговле, более крупные могут работать лишь в воскресенья с мая по август, в ноябре и декабре. В такие дни как рождественский сочельник (24 декабря) и прочие кануны праздников, время работы ограничено 13 часами.
В Великобритании никаких законодательных ограничений по будням нет. По воскресеньям крупные (более 280 м²) магазины ограничены шестью часами.
Законодательно закреплены лишь небольшие ограничения в Португалии и Швеции; торговать можно целый год с раннего утра до позднего вечера.
В Норвегии ситуация аналогична британской: в будни ограничений нет, по воскресным и праздничным дням (за исключением трёх в году) рабочее время ограничивается интервалом от 14 до 20 часов.
В Польше с 2017 года принят закон о запрете торговли по воскресеньям, который сделал возможным работу магазинов только в несколько воскресений в году. Без выходных работает лишь сеть маленьких магазинов Żabka, а также магазины на заправках.
В Чехии с 1989 года и по сей день не существует каких-либо ограничений подобного рода, хотя и была попытка их восстановить.
В Испании по рабочим дням и субботам ограничения не очень строгие: в каждой провинции в среднем разрешено торговать в течение 72 часов. Работа заведений по воскресеньям разрешена 8 дней в году по 12 часов.
В Индии, согласно Акту 1942 года (англ. Weekly Holidays Act 1942) каждый магазин должен выбрать минимум один выходной; какой именно это будет день — решает владелец.
В США подобное законодательство входит в компетенцию штатов и — часто — отдельных округов. В целом, ограничений нет, хотя иногда рабочее время по воскресеньям ограничивают до 13 часов.
В Канаде также существуют различные указания рекомендательного характера, разрешающие в большинстве провинций свободно торговать по воскресеньям, иногда, правда, лишь с особого разрешения и в ограниченное время.